# Высокопрочный чугун
Высокопрочный чугун — чугун, имеющий графитные включения сфероидальной формы. Иногда обозначается как чугун с шаровидным графитом.
Графит сфероидальной формы имеет меньшее отношение его поверхности к объёму и наименьшее надрезывающее воздействие на металлическую основу, что определяет наибольшую сплошность основы, а следовательно — и повышенную прочность и трещиностойкость чугуна. Структура металлической основы чугунов с шаровидным (сфероидальным) графитом в зависимости от химического состава чугуна и параметров технологического процесса может иметь различную структуру:
- феррит + шаровидный графит (ферритный высокопрочный чугун);
- феррит + перлит + шаровидный графит (в зависимости от соотношения фаз — феррито-перлитный или перлито-ферритный высокопрочный чугун);
- перлит + шаровидный графит (перлитный высокопрочный чугун);
- сорбит + шаровидный графит;
- мартенсит + шаровидный графит — мартенситный чугун, обычно легирован никелем и известен как нихард, применяется для деталей, подверженных абразивному износу;
- аустенит + шаровидный графит — аустенитный жаропрочный чугун.

## Свойства чугуна с шаровидным графитом
Благодаря шаровидной форме графита высокопрочный чугун обладает следующими отличиями от обычных чугунов:
- высокая прочность на растяжение и изгиб;
- высокая ударная вязкость;
- выраженный предел текучести;
- значительное относительное удлинение.

Благодаря высокому содержанию углерода ВЧШГ обладает всеми традиционными качествами чугунов, превышающими таковые у обычных сталей:
- высокой прочностью на сжатие;
- высокой усталостной прочностью;
- хорошими литейными свойствами — жидкотекучестью и малой линейной усадкой при застывании, слабой склонностью к горячему трещинообразованию;
- высокой износостойкостью;
- хорошо поддается механической обработке.

Наиболее часто применяется для изготовления изделий ответственного назначения в машиностроении, а также для производства высокопрочных труб (водоснабжение, водоотведение, газо-, нефте-проводы). Изделия и трубы из высокопрочного чугуна отличаются высокой прочностью, долговечностью, высокими эксплуатационными свойствами.

## Химический состав
Высокопрочный чугун в зависимости от марки и требуемой толщины стенок отливки имеет химический состав в следующем диапазоне:
- Углерод: 3,0-3,5 %;
- Кремний: 1,4-3,3 %;
- Марганец: 0,6-0,8 %, для некоторых марок не более 0,6 %;
- Фосфор: не более 0,2 %, для некоторых марок не более 0,1 %;
- Сера: не более 0,03 %, иногда не более 0,01 %
- Магний: 0,04-0,08 %.

Высокопрочный чугун очень чувствителен к примесям, так как они оказывают влияние на образование шаровидного графита: титан — с 0,002 %, свинец — с 0,009 %, висмут — с 0,003 %, олово — с 0,05 %, алюминий — с 0,2 %, медь — с 2 %, однако влияние меди может быть частично компенсировано добавкой никеля, а влияние остальных элементов может быть нейтрализовано добавкой церия, содержание которого должно быть не менее 0,005 %.